# Andersson (cráter)
Andersson es un cráter de impacto lunar que se encuentra en el sur del hemisferio de la cara oculta de la Luna. Está situado justo detrás de la extremidad suroeste de la zona visible de la Luna, en un lugar que puede ser divisado lateralmente durante una libración favorable. El cráter más próximo es Guthnick, situado hacia el norte-noreste.

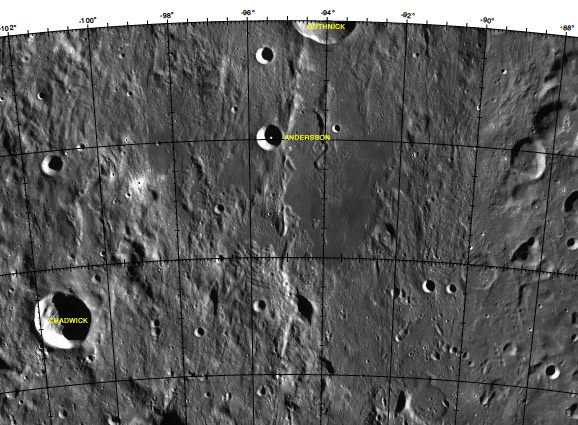
Plano lunar LAC-135

Andersson tiene forma de cuenco, con una pequeña pista central y sin erosión significativa del borde. Se encuentra alineado con una cresta baja en la superficie que se extiende hacia el norte.
Este cráter se encuentra cerca del centro de la Cuenca Mendel-Rydberg, una amplia depresión de impacto de 630 km de anchura del Período Nectárico.
Debe su nombre al astrónomo sueco Leif Erland Andersson (1944–1979), quien trabajó en la cartografía y en la nomenclatura de la cara oculta de la Luna. 

## Referencias

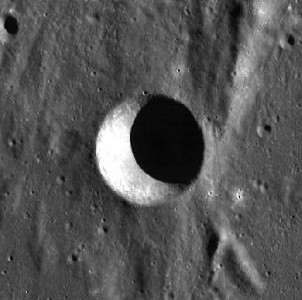
Imagen LRO